# گیم‌دیلی
گیم‌دیلی (انگلیسی: GameDaily) یک وب‌سایت روزنامه‌نگاری بازی‌های ویدیویی مستقر در ایالات متحده بود.
در سال ۲۰۱۱، برند گیم‌دیلی بازنشسته شد. کارکنان و محتوای آن با جویستیک، یکی دیگر از وب‌سایت‌های بازی ویدیویی متعلق به ای‌اوال ادغام شدند. در سال ۲۰۱۸، گرین‌لایت کانتنت محتوای گیم دیلی را با نام GameDaily.biz دوباره راه‌اندازی کرد.+